# ジュリー&ジュリア
『ジュリー&ジュリア』（Julie & Julia）は、2009年のアメリカ合衆国の伝記コメディドラマ映画。
監督はノーラ・エフロン、出演はメリル・ストリープとエイミー・アダムスなど。
1960年代に出版したフランス料理本で人気となった料理研究家ジュリア・チャイルドと、その全レシピを1年で料理する挑戦をブログに書いていく現代のジュリー・パウエル、2人の実話をもとにした作品。
ジュリア・チャイルドを演じたメリル・ストリープが第67回ゴールデングローブ賞で主演女優賞（ミュージカル・コメディ部門）を受賞した。

## キャスト
※カッコ内は日本語吹替
- ジュリア・チャイルド: メリル・ストリープ（鈴木弘子）
- ジュリー・パウエル（英語版）: エイミー・アダムス（幸田夏穂）
- ポール・チャイルド（英語版）: スタンリー・トゥッチ（稲葉実） - ジュリアの夫。
- エリック・パウエル: クリス・メッシーナ（川島得愛） - ジュリーの夫。
- シモーヌ・ベック（英語版）: リンダ・エモンド（久保田民絵） - ジュリアの共同執筆者。
- サラ: メアリー・リン・ライスカブ - ジュリーの友人。
- ドロシー・マクウィリアムズ: ジェーン・リンチ - ジュリアの妹。
- ルイーゼット・ベルトレ（英語版）: ヘレン・ケアリー - ジュリアの共同執筆者。
- エイヴィス・デヴォト（英語版）: デボラ・ラッシュ - ジュリアの長年の文通相手。

## 評価
Rotten Tomatoesによれば、221件の評論で批評家支持率77%、一般支持率は70%(評価数25万)、一般平均点は5点満点中3.6点。批評家の一致した見解は「ジュリア・チャイルド役のメリル・ストリープによるカリスマ的な演技に後押しされて、『ジュリー＆ジュリア』は軽いが、かなり面白い料理コメディに仕上がっている。」となっている。
Metacriticによれば、34件の評論のうち、高評価は26件、賛否混在は8件、低評価はなく、平均点は100点満点中66点となっている。

## 受賞歴
| 賞                                     | 部門                                     | 対象者             | 結果       |
| -------------------------------------- | ---------------------------------------- | ------------------ | ---------- |
| 第82回アカデミー賞                     | 主演女優賞                               | メリル・ストリープ | ノミネート |
| 第75回ニューヨーク映画批評家協会賞     | 主演女優賞                               | メリル・ストリープ | 受賞       |
| 第67回ゴールデングローブ賞             | 作品賞（ミュージカル・コメディ部門）     |                    | ノミネート |
| 第67回ゴールデングローブ賞             | 主演女優賞（ミュージカル・コメディ部門） | メリル・ストリープ | 受賞       |
| 第63回英国アカデミー賞                 | 主演女優賞                               | メリル・ストリープ | ノミネート |
| 第15回クリティクス・チョイス・アワード | 主演女優賞                               | メリル・ストリープ | 受賞       |